# Berlińska ballada
Berlińska ballada (niem. Berliner Ballade) – niemiecki film komediowy w reżyserii Roberta A. Stemmle, zrealizowany w 1948 w okupowanych Niemczech. 
Historyk kina, Lotte H. Eisner, uznała obraz za ugodowy i przeciętny. 

## Obsada
- Gert Fröbe jako Otto Normalverbraucher
- Aribert Wäscher jako Anton Zeithammer
- Tatjana Sais jako Ida Holle
- Ute Sielisch jako Eva Wandel, chłopka
- O. E. Hasse jako reakcjonista / konduktor w tramwaju / posługacz cmentarny
- Hans Deppe jako Emil Lemke
- Herbert Weißbach jako handlarz alkoholem
- Rita Paul jako piosenkarka z baru
- Brigitte Mira jako prostytutka
- Georgia Lind jako prostytutka
- Franz-Otto Krüger jako włamywacz Franz
- Georg August Koch jako lekarz wojskowy
- Walter Bluhm jako zachodni pasażer metra
- Karl Hannemann jako wschodni pasażer metra
- Reinhold Bernt jako nieznany przyjaciel Otta
- Herbert Hübner jako pan Bollmann
- Alfred Schieske jako pan Schneidewind
- Eva Bodden jako młoda dziewczyna
- Hugo Kalthoff jako urzędnik w tramwaju
- Valy Arnheim jako amerykański polityk
- Albert Bessler jako angielski polityk
- Otz Tollen jako francuski polityk
- Joe Furtner jako rosyjski polityk